# Popis meksičkih glumica
Ovo je popis značajnih meksičkih glumica.

## A
- Chantal Andere
- Jacqueline Andere
- Yolanda Andrade
- Yalitza Aparicio
- Angélica Aragón
- Lilia Aragón
- Aracely Arámbula
- Socorro Avelar

## B
- Nuria Bages
- Rocío Banquells
- Angelique Boyer
- Jacqueline Bracamontes
- Diana Bracho
- Erika Buenfil

## C
- Leticia Calderón
- Itatí Cantoral
- Irán Castillo
- Daniela Castro
- Martha Mariana Castro
- Verónica Castro
- Ana Colchero
- Ninel Conde
- Ana Brenda Contreras
- Claudia Alvarez Ocampo

## D
- Kate del Castillo

## E
- Kika Edgar
- Julieta Egurrola
- Ana Bertha Espín

## F
- Virginia Fábregas
- María Félix
- Laura Flores
- Adriana Fonseca

## G
- Bibi Gaytán
- Edith González
- Eiza González
- Susana González

## H
- Salma Hayek
- Lorena Herrera

## I
- Claudia Islas
- Giselle Itié

## J
- Altair Jarabo

## L
- Adriana Lavat
- Andrea Legarreta
- Laura Leon
- Karyme Lozano
- Lucero
- Lety López

## M
- Patricia Manterola
- Angelica Maria
- Ana Martín
- Lucía Méndez
- Galilea Montijo

- Lisette Morelos

## N
- Silvia Navarro
- Patricia Navidad
- Adriana Nieto
- Adela Noriega
- Nailea Norvind
- Renata Notni
- Lupita Nyong'o

## P
- Dominika Paleta
- Ludwika Paleta
- Leticia Palma
- Maite Perroni
- Silvia Pasquel
- Christina Pastor

## R
- Patricia Reyes Spíndola
- Angélica Rivera
- Lorena Rojas
- Ana Patricia Rojo
- Helena Rojo
- María Rojo
- Daniela Romo
- Victoria Ruffo

## S
- Susana Salazar
- Carmen Salinas
- Nora Salinas
- Blanca Sánchez
- Mariana Seoane
- Sherlyn
- Sofía Sisniega
- Stephanie Sigman
- Sasha Sokol
- María Sorté

## T
- Arleth Terán
- Thalía

## V
- Angelica Vale
- Zuria Vega
- Michelle Vieth
- Mayrín Villanueva
- Grettell Valdéz

## Z
- Laura Zapata